# Krásná Hora
Krásná Hora é uma comuna checa localizada na região de Vysočina, distrito de Havlíčkův Brod.